# Liberia en los Juegos Olímpicos de Melbourne 1956
Liberia estuvo representada en los Juegos Olímpicos de Melbourne 1956 por cuatro deportistas masculinos que compitieron en atletismo.
El equipo olímpico liberiano no obtuvo ninguna medalla en estos Juegos.